# 俞頌華

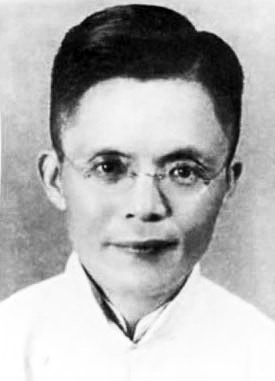

俞颂华（1893年—1947年），名慶堯、慶垚，字颂华，以字行，曾用笔名澹庐，江苏太仓人，出生于上海。中华民国报界人物。

## 生平
俞颂华早年就读于澄中中学，后来先后肄业于清华学堂、复旦公学，此后留学日本东京法政大学。归国后，他在上海《时事新报》任副刊《学灯》的主编，因介绍新知识和新思想而著称，该副刊是新文化运动四大副刊之一（其他三大副刊是上海《民国日报·觉悟》、北京《晨报·副镌》和《京报》副刊）。他还曾经一度同张东荪共同主编《解放与改造》半月刊。
1920年，俞颂华作为上海《时事新报》与北京《晨报》特派员，和瞿秋白、李仲武（李朝儀孫、梁啓超甥）同赴苏维埃俄国莫斯科。他们三人也因此而成为俄国十月革命后最早采访苏维埃俄国的中国记者。俞颂华在莫斯科见到了列宁、莫洛托夫等领导人，所写的长篇通讯《苏俄之感想与见闻》在《晨报》进行了37天连载。1921年5月，俞颂华到柏林，此后他进行采访并进修三年。1924年，他归国，任教于大学，并任《东方杂志》编辑。1927年大革命高潮中，他随瞿秋白到武汉，曾在国民革命军第二十六军任秘书主任（该部队后来参加了宁都起义）。
中国国民党清党后，他回到上海继续任教，并办刊物。1932年5月，他应史量才的聘请，主编《申报月刊》（后来改为《申报周刊》）。该月刊创刊号上刊登了胡愈之的《动荡中的世界政局》、茅盾的《林家铺子》、巴金的《砂丁》，该刊还刊登过翁照垣的《淞沪血战回忆录》、鲁迅的《关于女人》和《谣言进家》等杂文。史量才遇刺身亡后，俞颂华和总经理马荫良代表职工宣誓继承史量才的遗志，积极奋斗。西安事变后，俞颂华和孙恩霖被马荫良派到延安三个月，和中国共产党领导人毛泽东、朱德、周恩来等交谈，回到上海后刊发了《从上海到西安和陕北》长篇通讯以及大量照片，在严格的新闻检查体制下透露了中国共产党“和平统一”、“团结御侮”的主张以及抗战的决心。
八一三事变爆发后，应中央政治学校新闻系主任马星野的邀请，俞颂华于1938年春到该校任教。1940年夏，他拒绝了陈果夫送来的要求他加入中国国民党的表格，赴香港和梁漱溟、萨空了主持中国民主政团同盟机关报《光明報》。太平洋战争爆发后，日军占领香港，他转赴桂林任《广西日报》总主笔，任内获得金仲华、千家驹、胡仲持等人支持，使该报面目一新，销量大增。后来中国国民党中央宣传部迫使该报社长黎蒙解雇了俞颂华。
1943年，他应衡阳《大刚报》社长毛健吾的邀请出任该报总编辑。任内，他积极提高办报质量，还创办了每周一期的“敌后航空版”，通过美军飞机空投到日本占领区。豫湘桂撤退后，俞颂华到重庆，应黄炎培邀请，任《国讯》半月刊主编，兼国立社会教育学院新闻系主任。抗日战争胜利后，国立社会教育学院迁至苏州，俞颂华继续任该学院新闻系主任，其好友马荫良、曹聚仁也应其邀请到该学院任教。
1947年10月，俞颂华病逝于苏州拙政园，享年55岁。

## 家庭
子俞彪文，中國保險業人士，1957年死於「反右」。
孫俞梅蓀，現為中國維權人士。